# Dive du Sud
La Dive du Sud è un fiume francese che scorre nella regione del Poitou-Charentes ed attraversa i dipartimenti di Deux-Sèvres e della Vienne, con un percorso di 43,9 km, al termine del quale sfocia nel fiume Clain, a sua volta affluente della Vienne.

## Geografia
La Dive du Sud nasce a Saint-Coutant, località sita a una dozzina di chilometri a est di Melle ed a quattro chilometri a sud di Lezay, ad un'altezza di circa 170 m s.l.m.
Il fiume, dopo una certa esitazione a prendere una direzione definitiva, raggiunge il territorio di Lezay e si volge in direzione est/ovest, quindi, a partire da Couhé, assume una direzione nor-est e la mantiene fino a Voulon, ove si unisce al Clain, sulla sua riva destra.

## Affluenti
- Le Chaboussant (a Lezay), circa 3 km, corso d'acqua perenne. Notevole per la sua configurazione naturale e selvaggia; confluisce nella Dive sulla sua riva sinistra, nella località detta La Fourche a Villeneuve, nel territorio del comune di Lezay
- Le Fontou (a Payré); circa 3 km, corso d'acqua perenne, confluisce nella Dive sulla sua riva sinistra
- La Bouleure (a Voulon), 37,8 km, corso d'acqua ad andamento stagionale, confluisce nella Dive dalla sua destra orografica. Ha un affluente, La Bonvent

## Comuni attraversati
Dipartimento dei Deux-Sèvres
- Saint-Coutant
- Sainte-Soline
- Lezay
- Vançais
- Rom

Dipartimento della Vienne
- Couhé
- Châtillon
- Payré
- Voulon

## Idrologia
La Dive perde più del 50% delle sue acque (100% nei periodi di magra) tra Lezay e Rom a vantaggio della Sèvre Niortaise.
Questa zona di perdite importanti corrisponde sensibilmente al passaggio del letto del corso d'acqua dalle marne spugnose e impermeabili dell'Oxfordiano medio ai calcari carsici, e dunque permeabili, del Calloviano medio.
Così il bacino idrologico della Dive du sud, e dunque del Clain, è meno esteso del suo bacino topografico, a vantaggio della Sèvre-Niortaise.
Essa ritrova una portata perenne a partire dalla città di Couhé, beneficiando probabilmente delle acque sotterranee provenienti dalle perdite del suo principale affluente, la Bouleure, distante qualche chilometro solamente a sud e a est.
La portata della Dive du Sud è stata osservata per 9 anni (periodo 1996-2008) a Voulon, al livello della confluenza con il Clain. La superficie così studiata è di 558 km2, la totalità del bacino versante del corso d'acqua.
Nella parte a monte del bacino fino al comune di Rom (Deux-Sèvres), la Dive du Sud perde più del 50% delle sue acque nel sottosuolo. L'acqua della sua rete sotterranea alimenta la Sèvre Niortaise, ma questa proporzione sale fino al 100% nei periodi di magra, quando il fiume scompare del tutto.
La portata del fiume a Voulon è di 2.60 m3/sec.
La Dive du Sud presenta importanti fluttuazioni stagionali di portata. Le acque di piena si verificano in inverno ed all'inizio della primavera e si caratterizzano con portate mensili medie da 3,96 a 6.93 m3/sec da dicembre a marzo inclusi (con un massimo molto netto a gennaio).
A partire dal mese d'aprile, la portata diminuisce progressivamente fino alla fase di magra che si verifica fra agosto ed ottobre, comportando una diminuzione della portata mensile con una punta minima di 0.40 m3/sec nel mese di agosto.
Le piene sono generalmente moderate. La serie dei QIX non è ancora stata calcolata, essendo troppo breve la durata delle osservazioni della portata del fiume.
La portata istantanea massima registrata a Voulon è stata di 24.7 m3/sec il 14 gennaio 2004 mentre la portata giornaliera massima è stata di 24 m3/sec il giorno successivo (15 gennaio 2004).
La Dive du Sud è un fiume povero di acque. La quantità di acqua pluviale del suo bacino è di 147 mm annui, che costituisce meno della media generale del territorio francese (circa 320 mm). Essa è altresì ampiamente inferiore alla media del bacino della Loira (245 mm). La portata specifica è di 4,65 litri al secondo per chilometro quadrato di bacino.